# Campephaga
Campephaga is een geslacht van zangvogels uit de familie Campephagidae (rupsvogels). Het geslacht telt vier soorten. Eerder werden ook wel de twee soorten uit het geslacht Lobotos tot dit geslacht gerekend.

## Soorten
- Campephaga flava – Kaapse rupsvogel
- Campephaga petiti – Congolese rupsvogel
- Campephaga phoenicea – Roodschouderrupsvogel
- Campephaga quiscalina – Purperrupsvogel